# Termelő-fogyasztó minta
A termelő-fogyasztó minta a számítástudományban egy konkurens programtervezési minta, ami függetleníti az objektumok létrehozását azok felhasználásától. A minta egy klasszikus szinkronizációs problémát vet fel. Legalább két szál van benne, egy termelő és egy fogyasztó, és van benne egy buffer is. A termelő feladata objektumok létrehozása, és behelyezése a bufferba. A fogyasztó feladata az objektumok kivétele és felhasználása. A probléma abban áll, hogy a buffer nem tud tetszőleges mennyiségű objektumot tárolni, így ha kiürül, vagy megtelik a raktár, akkor az egyik folyamatnak várakoznia kell.
A megoldást a folyamatok kommunikációja jelenti, tipikusan szemaforok közbeiktatásával. A megoldás nem triviális, a naiv megközelítés holtpontot okozhat, amikor is mindkét folyamat a másikra vár, hogy felébressze. A megoldásra több megvalósítás is van.
A minta és a probléma általánosítható több termelőre és fogyasztóra is.

## Naiv megvalósítás
A konkurens programozásban járatlan programozók gyakran a következő naiv, ám hibás megoldást adják a problémára:
```
int
 
itemCount
 
=
 
0
;

procedure
 
producer
()
 
{

    
while
 
(
true
)
 
{

        
item
 
=
 
produceItem
();

        
if
 
(
itemCount
 
==
 
BUFFER_SIZE
)
 
{

            
sleep
();

        
}

        
putItemIntoBuffer
(
item
);

        
itemCount
 
=
 
itemCount
 
+
 
1
;

        
if
 
(
itemCount
 
==
 
1
)
 
{

            
wakeup
(
consumer
);

        
}

    
}

}

procedure
 
consumer
()
 
{

    
while
 
(
true
)
 
{

        
if
 
(
itemCount
 
==
 
0
)
 
{

            
sleep
();

        
}

        
item
 
=
 
removeItemFromBuffer
();

        
itemCount
 
=
 
itemCount
 
-
 
1
;

        
if
 
(
itemCount
 
==
 
BUFFER_SIZE
 
-
 
1
)
 
{

            
wakeup
(
producer
);

        
}

        
consumeItem
(
item
);

    
}

}

```

A kód felhasználja a sleep és a wakeup könyvtári rutinokat. A globális itemCount a bufferban levő objektumok számát tárolja.
Ez a megoldás azért hibás, mert versenyhelyzetet eredményezhet, ami holtpontot okozhat. Tekintsük a következő lefutást:
- A fogyasztó megnézi az itemCountot; azonban mielőtt aludni menne, elveszik tőle a vezérlést.
- A termelő megkapja a vezérlést, legyárt egy objektumot, beteszi a bufferba, és felkelti a fogyasztót.
- A fogyasztó megkapja a vezérlést, de mivel nem alszik, az ébresztés elvész. A fogyasztó elalszik.
- A termelő megkapja a vezérlést, feltölti a buffert, majd aludni megy.

Mivel a folyamatokat semmi sem billentheti ki az alvásból, a program holtpontba jutott.
Ha a nyelv nem szabályozza kellőképpen a globális változókhoz való konkurens hozzáférést, akkor nem kell kimutatni a versenyhelyzetet, hiszen változót oszt meg szinkronizáció nélkül szálak között.

## Megoldás szemaforokkal
A szemaforos megoldás két szemafort használ az elveszett jelek problémájának megoldásához, ezek a fillCount és az emptyCount. A fillCount a bufferban levő objektumok számát tartalmazza, míg az emptyCount az üres helyek számát tartja nyilván. Ha az egyik folyamat nulla értékűt próbál csökkenteni, akkor elalszik, de felébred, ha a megfelelő szemafor értéke pozitív (termelő esetén az emptyCount, fogyasztó esetén a fillCount).
```
semaphore
 
fillCount
 
=
 
0
;
 
// items produced

semaphore
 
emptyCount
 
=
 
BUFFER_SIZE
;
 
// remaining space

procedure
 
producer
()
 
{

    
while
 
(
true
)
 
{

        
item
 
=
 
produceItem
();

        
down
(
emptyCount
);

        
putItemIntoBuffer
(
item
);

        
up
(
fillCount
);

    
}

}

procedure
 
consumer
()
 
{

    
while
 
(
true
)
 
{

        
down
(
fillCount
);

        
item
 
=
 
removeItemFromBuffer
();

        
up
(
emptyCount
);

        
consumeItem
(
item
);

    
}

}

```

## Megoldás monitorokkal
Az alábbi pszeudokód monitoros megoldást nyújt a problémára. Mivel a monitorok implicit tartalmazzák a kölcsönös kizárást, a kritikus szakaszt nem kell külön védeni. Ez azt jelenti, hogy ez a megoldás akárhány termelővel és fogyasztóval működik módosítás nélkül. Érdemes megjegyezni, hogy monitorokkal nehezebben áll elő versenyhelyzet, mint szemaforokkal.
```
monitor
 
ProducerConsumer
 
{

    
int
 
itemCount
;

    
condition
 
full
;

    
condition
 
empty
;

    
procedure
 
add
(
item
)
 
{

        
while
 
(
itemCount
 
==
 
BUFFER_SIZE
)
 
{

            
wait
(
full
);

        
}

        
putItemIntoBuffer
(
item
);

        
itemCount
 
=
 
itemCount
 
+
 
1
;

        
if
 
(
itemCount
 
==
 
1
)
 
{

            
notify
(
empty
);

        
}

    
}

    
procedure
 
remove
()
 
{

        
while
 
(
itemCount
 
==
 
0
)
 
{

            
wait
(
empty
);

        
}

        
item
 
=
 
removeItemFromBuffer
();

        
itemCount
 
=
 
itemCount
 
-
 
1
;

        
if
 
(
itemCount
 
==
 
BUFFER_SIZE
 
-
 
1
)
 
{

            
notify
(
full
);

        
}

        
return
 
item
;

    
}

}

procedure
 
producer
()
 
{

    
while
 
(
true
)
 
{

        
item
 
=
 
produceItem
();

        
ProducerConsumer
.
add
(
item
);

    
}

}

procedure
 
consumer
()
 
{

    
while
 
(
true
)
 
{

        
item
 
=
 
ProducerConsumer
.
remove
();

        
consumeItem
(
item
);

    
}

}

```

A fenti kódban a while kulcsszót találjuk, amikor teszteljük, hogy a buffer teli van-e. Például több fogyasztó esetén versenyhelyzet adódik, ha a kiürült bufferba új elem került. Egy másik fogyasztó eltávolíthatja az elemet. Előfordulhatna, hogy egyszerre többen próbálnának betenni, vagy kivenni elemet.

## Monitorok és szemaforok nélkül
Az egy termelő és fogyasztó mintája szorosan kapcsolódik egy cső vagy egy csatorna megvalósításához. Hatékony kommunikációt tesz lehetővé monitorok, szemaforok és mutexek nélkül. Használatuk lelassítja a programot, mivel kezelésük sok időt igényel. A csövek és a csatornák azért népszerűek, mert elkerülik a szinkronizációt. Később erre egy C példát is mutatunk. Jegyezzük meg, hogy:
- Nincs szükség a közös változók atomi kezelésére, ugyanis ezek helyett olyan változókat használnak, amiket egy-egy szál kezel. Az egész túlcsordulás kezelését is lehet korrekt módon kezelni.
- A példa nem küldi aludni a szálakat. A sched_yield() csak azért van, hogy a kód szépen nézzen ki, törölhető. Kontextustól függ, hogy az alvás mellőzése mennyire elfogadható. A szálkönyvtárak rendszerint szemaforokkal vagy feltételváltozókkal kezelik az alvást. Több processzoros környezetben a szálak alvása és felébresztése ritkább, mint az adattokenek átadása, így az adatátadáson végzett atomi műveletek elkerülése előny.
- A példa nem működik több termelővel illetve fogyasztóval, mivel ekkor versenyhelyzet adódik az állapot ellenőrzésekor. Például ha két fogyasztó is úgy találja, hogy a buffer nem üres, akkor mindketten elfogyaszthatják ugyanazt az objektumot, így az elfogyasztott objektumok száma meghaladhatja a megtermeltekét.
- A példa megköveteli, hogy UINT_MAX + 1 maradék nélkül osztható legyen a buffer méretével, különben nem tudja kezelni az egészek túlcsordulását. Különben ugyanis [Count % BUFFER_SIZE] rossz indexet ad a túlcsordulás után, amikor Count az UINT_MAX után nullára vált. Egy alternatív megoldás két Idx változót kezel, egyet a termelő, egyet a fogyasztó számára, és akkor kell őket növelni, amikor a Count változót kellene. Ekkor a növelés formája: Idx = (Idx + 1) % BUFFER_SIZE.

```
volatile
 
unsigned
 
int
 
produceCount
 
=
 
0
,
 
consumeCount
 
=
 
0
;

TokenType
 
buffer
[
BUFFER_SIZE
];

void
 
producer
(
void
)
 
{

    
while
 
(
1
)
 
{

        
while
 
(
produceCount
 
-
 
consumeCount
 
==
 
BUFFER_SIZE
)

            
sched_yield
();
 
/* `buffer` is full */

        
/* You must update the field in the buffer _before_ incrementing your

         * pointer.

         */

        
buffer
[
produceCount
 
%
 
BUFFER_SIZE
]
 
=
 
produceToken
();

        
++
produceCount
;

    
}

}

void
 
consumer
(
void
)
 
{

    
while
 
(
1
)
 
{

        
while
 
(
produceCount
 
-
 
consumeCount
 
==
 
0
)

            
sched_yield
();
 
/* `buffer` is empty */

        
consumeToken
(
&
buffer
[
consumeCount
 
%
 
BUFFER_SIZE
]);

        
++
consumeCount
;

    
}

}

```

## Fordítás
Ez a szócikk részben vagy egészben  a   Producer–consumer problem című angol Wikipédia-szócikk fordításán alapul.  Az eredeti cikk szerkesztőit annak laptörténete sorolja fel. Ez a jelzés csupán a megfogalmazás eredetét és a szerzői jogokat jelzi, nem szolgál a cikkben szereplő információk forrásmegjelöléseként.